# Arquitectura de la Marina
L'arquitectura de la Marina és el conjunt de formes pròpies de l'arquitectura a les comarques de la Marina Alta i la Marina Baixa, al País Valencià.

## Arquitectura popular

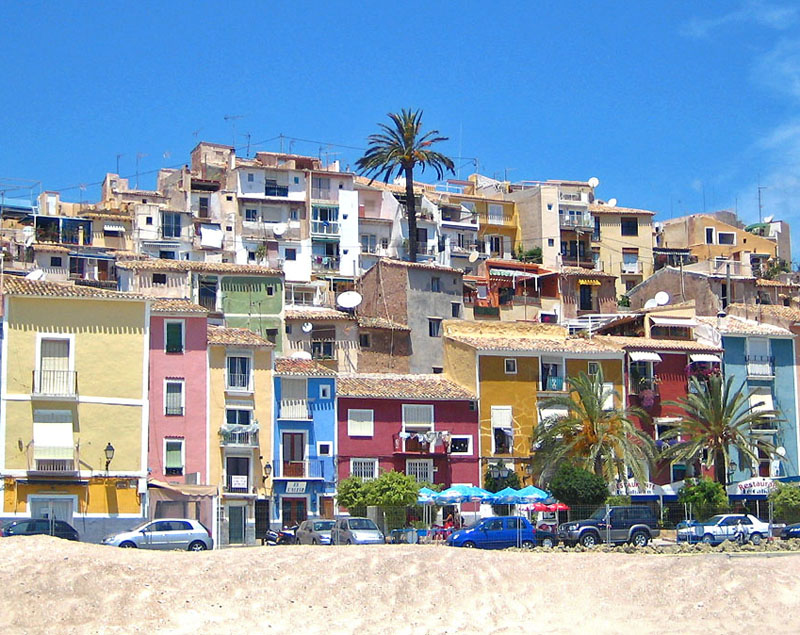
El millor exemple de l'estil de colors vius és la façana marítima de la Vila Joiosa.

La Marina té dos estils propis de construcció, que malgrat ésser més o menys habituals a altres comarques del País Valencià i més enllà, desenvolupen trets propis i elements funcionals segons la tipologia de cada edificació i el seu ús particular. Ambdós estils empren tradicionalment pedra lluïda amb guix i pintat. Sovint, a l'exterior, el primer metre arran de terra —el sòcol— és de pedra més gruixuda, o porta una lluïda de pedretes o de pedra massissa. De vegades es pinta el sòcol i altres adorns com el llindar de la finestra amb un altre color que la façana.

### Estil de colors

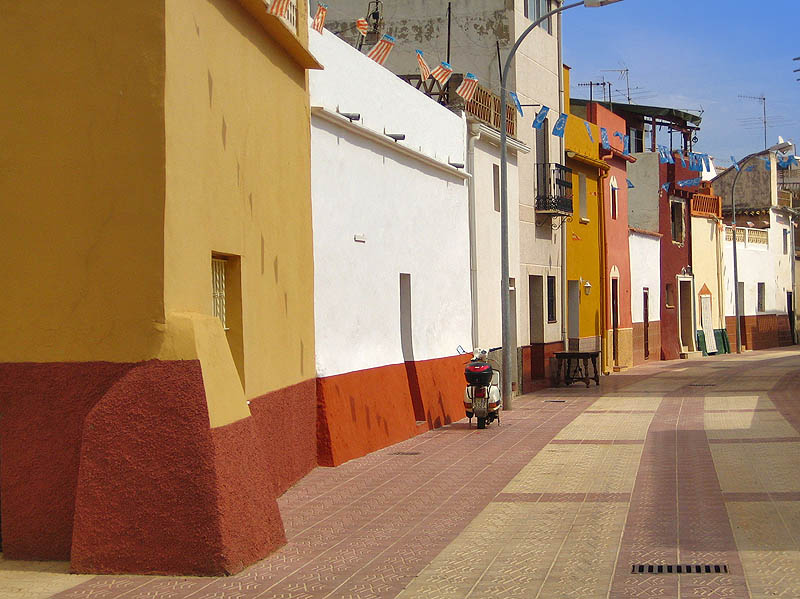
Cases acolorides d'herència musulmana. Els Poblets

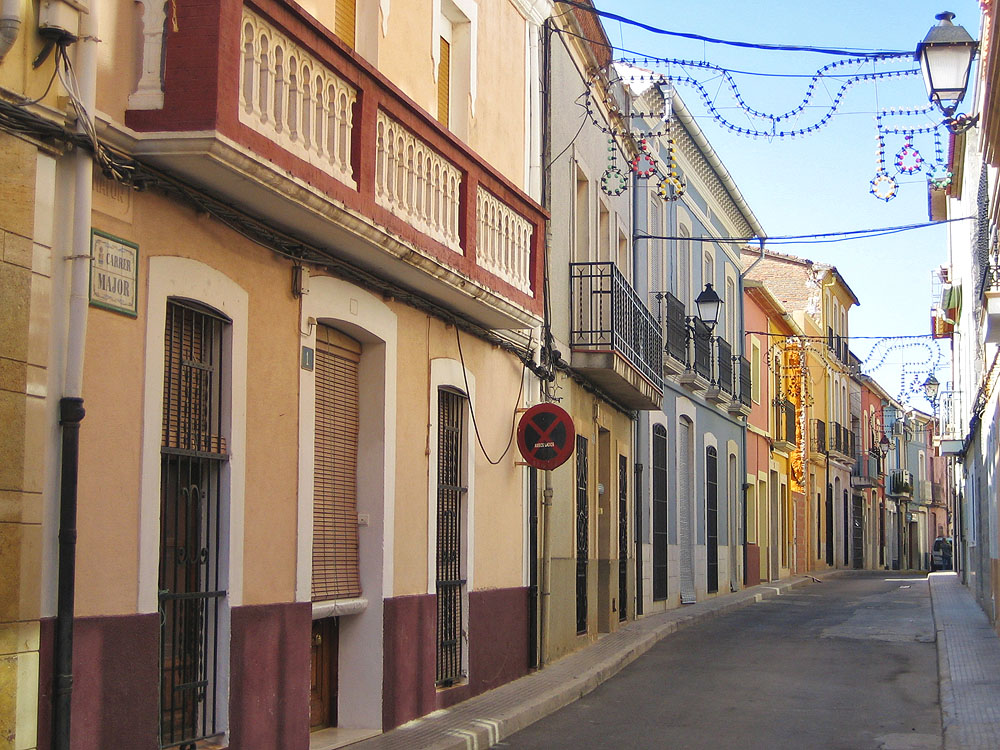
L'estil de colors vius. Carrer Major de Beniarbeig

El primer estil, que predomina a la Vila Joiosa, Dénia, els Poblets, Orba i Pedreguer, afavoreix la façana pintada de colors clars però lluents com ara l'ocre, el roig, el blau o el verd. És un estil propi de moltes comarques valencianes, però que ací prefereix uns tons més vius, en especial l'ocre que torna un groc vistós. Aquests colors s'aconseguien tradicionalment barrejant pols d'ocre, mangra o blavet amb calç viva i aigua. Alguns autors expliquen que els colors vius tapen millor els morters de mala qualitat. Al voltant de les finestres i portes, es pinta un marc blanc o es realça amb pedra clara.

### Estil emblanquinat

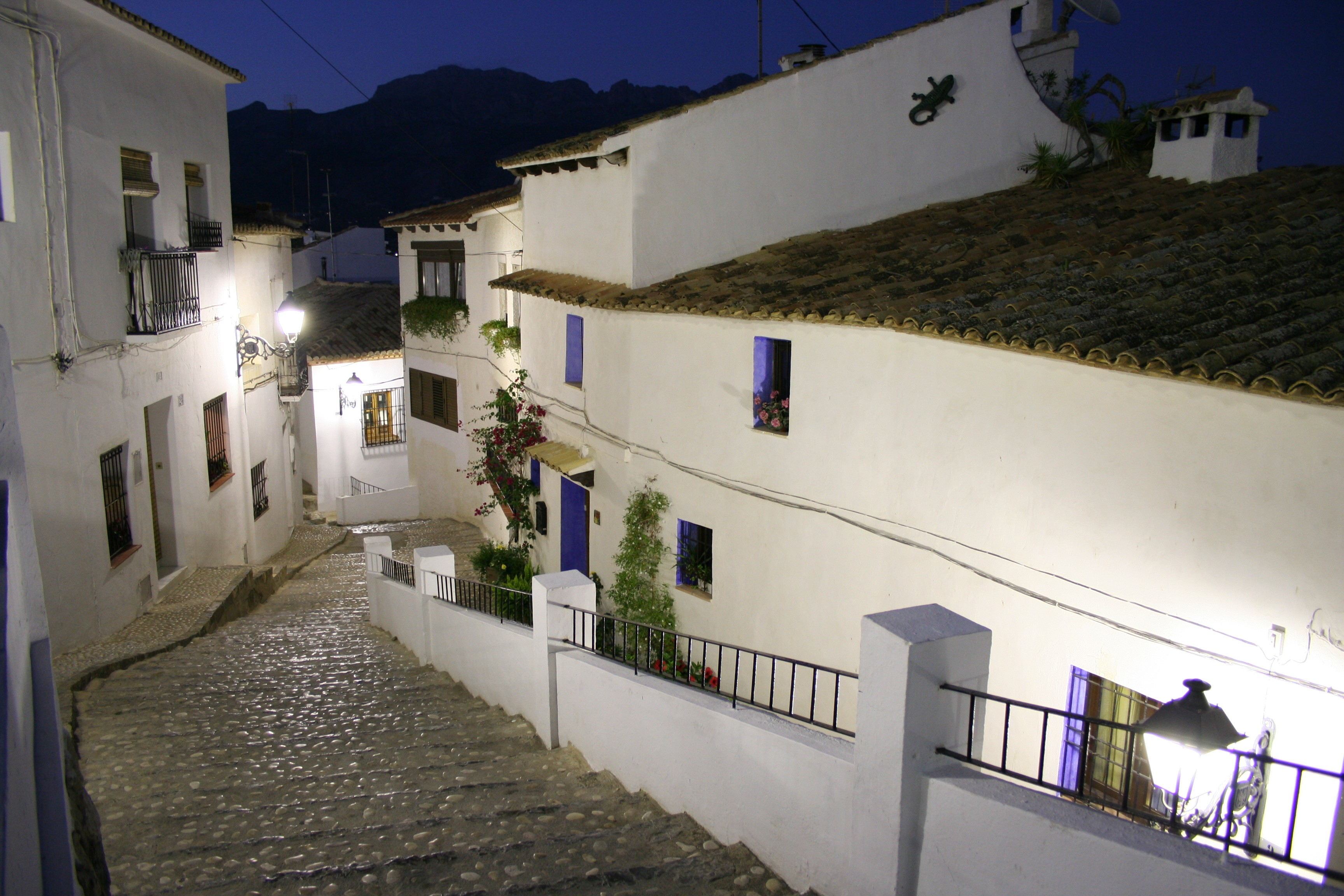
Un dels millors exemples de l'estil emblanquinat és Altea.

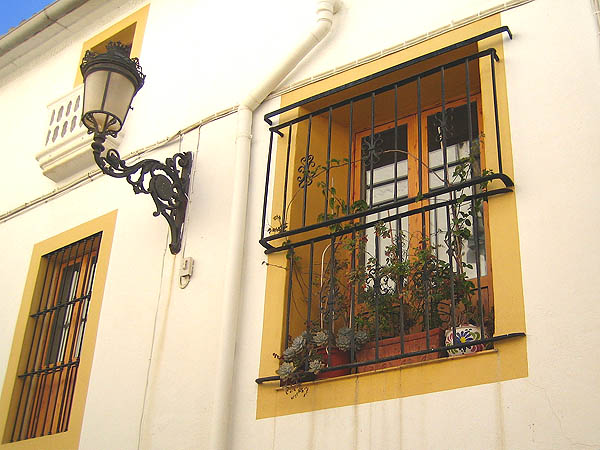
Al blanc sovint s'afegeixen colors al llindar i sòcol. Teulada

El segon estil, dominant als pobles costaners com Altea, Xàbia, Benissa, cobreix la totalitat de la casa en blanc. Aquest estil deu ser el més antic, ja que els edificis de més antigor són pintats tots d'aquesta manera. Es tracta d'un lluït de calç, un material anterior a la pintura. En general, no hi ha cap sòcol. Per contra, els adorns de la porta i les finestres, si n'hi ha, són de pedra calcària (també dita tosca). En algunes viles, com Teulada, la Nucia o Benidorm, hi ha una mena de transició entre els dos estils, on en comptes de pedra, els adorns són pintats d'un color més o menys suau. Fins i tot, pot reaparèixer el sòcol, pintat del mateix color.

### Variacions de l'estil

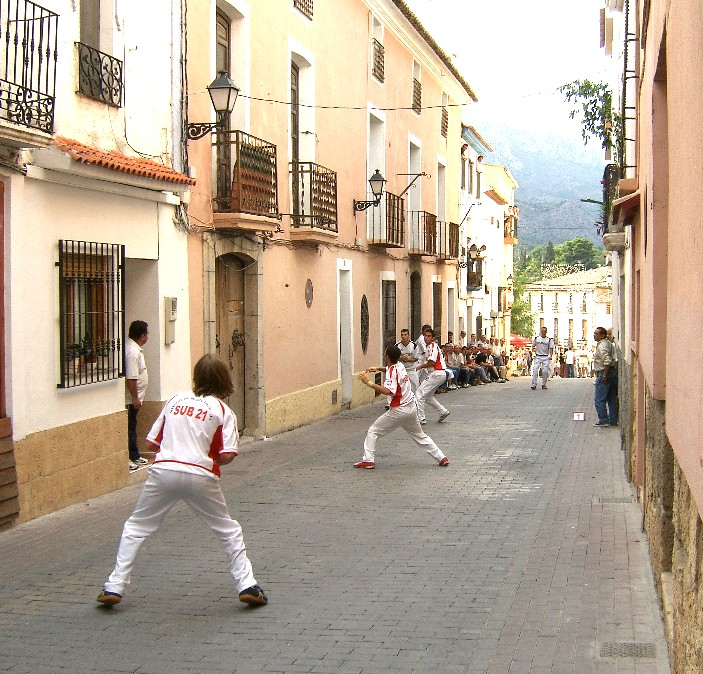
L'interior de la Marina prefereix colors suaus. Polop

Alguns pobles, com Finestrat, Tàrbena, Polop, l'Alfàs del Pi, Calp, Pego i Gata, són una mostra dels dos estils, on les façanes poden ser blanques o bé de colors, si bé aquests solen ser més clars. L'ús del groc o el rosa clars és notable a l'interior de la Marina, recordant l'estil propi del veí Comtat, on predominen els colors crema i beix.

### Materials emprats
Pel que fa als materials habituals, predomina el morter de calç i la pedra calcària, que són els més econòmics; les teules, els taulells, les rajoles i les bigues de fusta són elements típics d'adorn, per tal com són més escassos o costosos. La calç es produïa als forns de calç, on es reduïa la pedra calcària que abunda a la comarca.
A l'interior, on la mobilitat és més reduïda que a la costa, els materials es reduïen a la pedra i el fang per a les parets, l'argila cuita per a rajoles i teules, la canya per al fals sostre i la fusta per a les bigues. La rajola i la manisa (taulell), pel seu cost, es consideraven materials de luxe al segle xviii.

### Innovacions artístiques

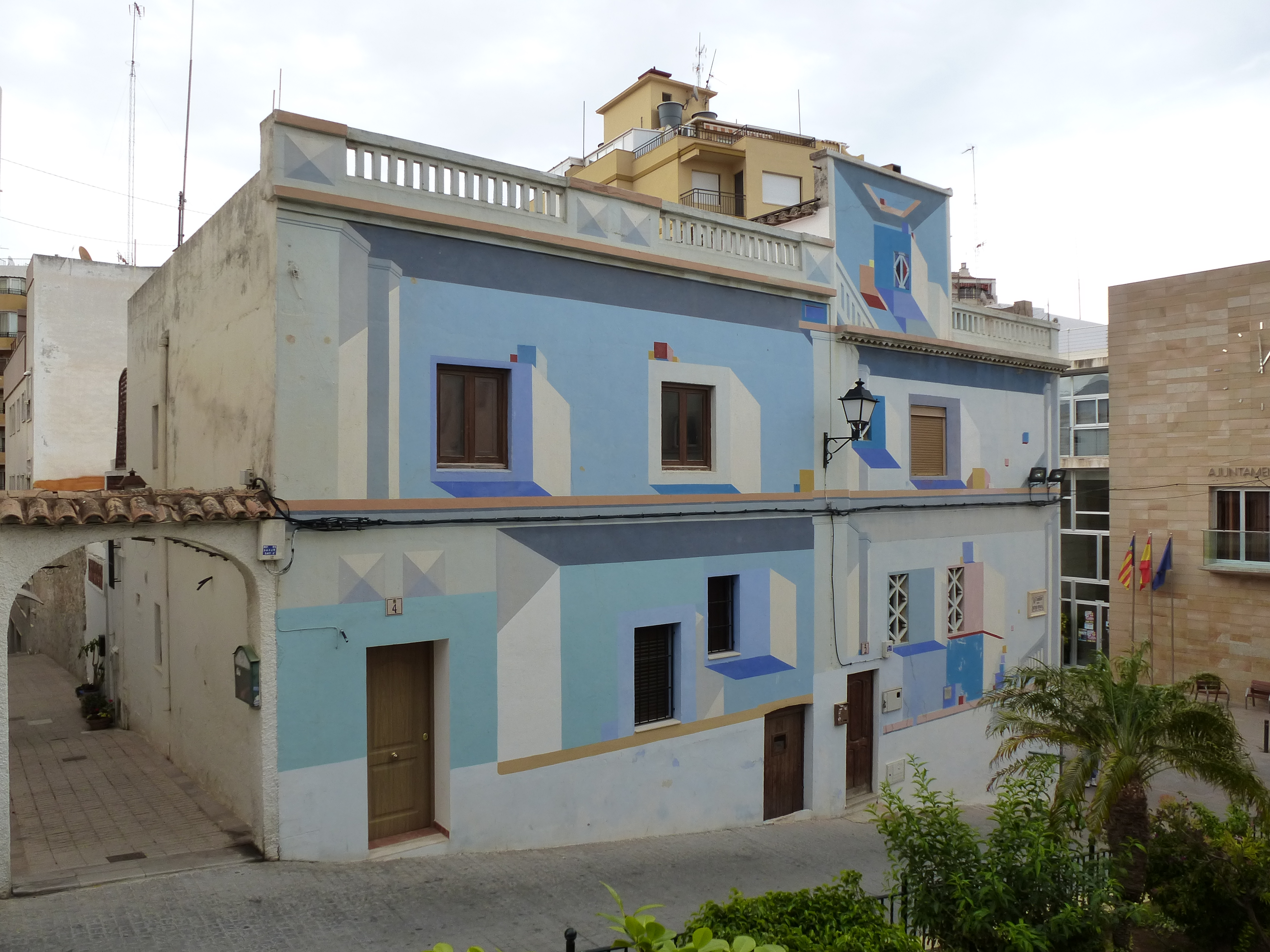
Mural trompe-l'oeil. Calp

En alguns pobles, com Calp, el Verger o Benimeli, s'ha estés la moda de pintar murals d'estil trompe-l'oeil a les façanes de les cases. Aquest estil juga amb les perspectives per induir-nos a pensar que hi ha finestres o cases senceres que no hi són en realitat.

## Cases de poble o cases agrupades
Les cases de poble de la Marina mantenen una alta fidelitat a les pautes arquitectòniques tradicionals de la comarca. Aquest tipus de casa, localitzada dins del nucli urbà, comparteix les parets laterals amb altres cases paregudes, formant una fila al llarg del carrer que s'emmiralla a l'altre costat.

### Dimensions
La majoria de les cases de poble tenen una parcel·lació de 8 metres d'ample per 16 a 25 metres de profunditat. Algunes d'aquestes cases posteriorment s'han subdividit en habitatges independents. D'aquesta manera, les cases poden ser d'una mà, amb una façana de vora 4 metres, o de dues mans, amb una façana més ampla. La subdivisió vertical, en canvi, donà lloc a l'afegit d'una escaleta.

### Teulat
Les cases més antigues tenen una teulada a dues aigües inclinades a 25 o 30 % de color rosa pàl·lid o beix, feta amb teules de fang anomenades de moro, que descansa sobre un suport de canyes i argamassa dita l'encanyissada. Al segle xx i per influència forastera es converteixen algunes teulades en terrassa.

### Entrada
L'entrada principal està situada directament damunt de la vorera. Sovint és una portella que admetia antigament un carruatge, l'anomenat pas de carro, amb dues portes de fusta. Aquesta fusta sol ser de pi comú o bé pi de movila, anomenat així per venir de Mobile, Estats Units. S'hi podran distingir dues peces de pedra a cada cantó inferior. Si és més humil serà una porta individual.
La relació entre la casa i el carrer és important, perquè a la Marina, la casa colonitza l'espai davant ella. Quan la gent és a casa, deixa la porta al carrer oberta i cobreix l'entrada amb una persiana per permetre el pas d'aire fresc però intimitat. D'aquesta manera, el pas de carro, que comunica el carrer amb el corral, permet ventilar tota la casa. Hi ha el costum de seure entre la porta i la vorera, esquena al carrer i a la persiana, quan es vol fer alguna tasca laboral o d'oci que requereix abundant llum; també permet prendre l'aire i conversar amb els vianants a les nits de l'estiu.

### Façana i cambra
La distribució clàssica de la façana de la casa de poble és una porta a un costat o al mig segons l'amplada de la façana, coberta per una persiana, i al seu costat, una o més finestres llargues i primes corrent de cap a peus, amb persiana i reixes de ferro.
Moltes cases originalment tenien una sola planta, però en guanyaren una segona a partir de l'ampliació en vertical d'una mena de fals sostre anomenat la cambra o les golfes, convertida en planta superior convencional, durant els segles xviii-xix i en resposta al creixement demogràfic. La planta de dalt sovint allotjava la família dels fills.
La cambra es destinava a emmagatzemar la collita, i sovint una finestra petita hi comunicava per poder carregar i descarregar el gra. Més tard s'usava també per a la cria del cuc de seda. Amb el pas a segona planta, s'ampliaven les petites finestres originals i en molts casos s'afegien uns balcons en fals, amb reixa, que no deixen eixir per la seua petitesa.

### Interior
En entrar-hi, la primera estança és un entrador gran on antigament hauria romàs el carro o els animals. A les cases més petites o modernes, aquest espai és senzillament un espai polivalent que serveix de menjador, lloc de treball i espai de rebre visites. La casa gira al voltant de la cuina, que se situa al centre i que dona accés a la resta de les estances. En el passat, no hi havia portes entre estances, només portals oberts entre els espais. Aquestes estances tenien poca distinció funcional entre si fins al segle xviii, i era freqüent dormir en un matalàs en qualsevol d'elles.

### Pati
Al darrere o en mig de la casa, tenen un pati, que hauria sigut en altres temps un corral de petit bestiar i també el lloc destinat a defecar. Aquest espai, que tradicionalment era tant o més gran que la zona habitada, al segle xx i amb la minva dels usos ramaders i agrícoles, es torna cada volta més petit i en alguns casos, desapareix.

## Altres tipus de casa

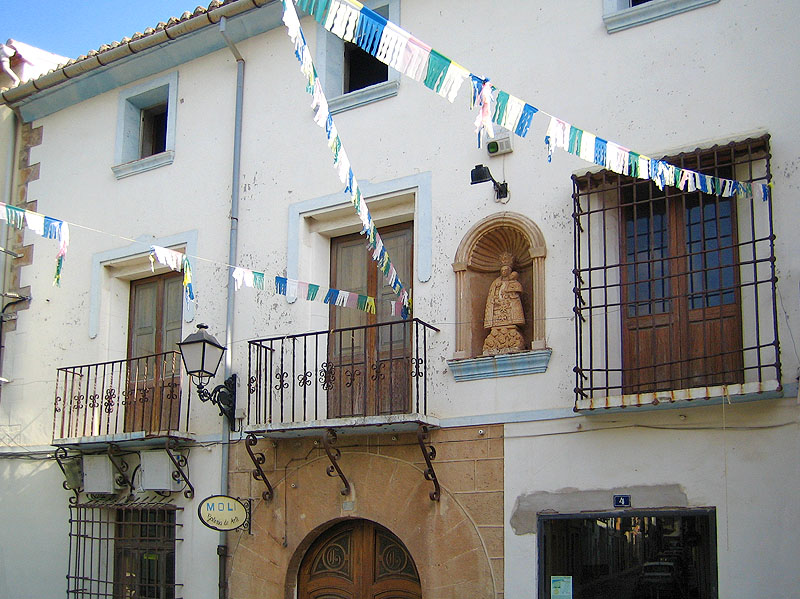
Casa pairal d'estil blanc adornat de pedra calcària. Xaló

Algunes cases, pel fet de ser senyorials, es tracten més bé de palaus urbans, com els de Benissa o la Casa Orduña a Guadalest, que tenen una distribució més impressionant amb una gran entrada de vegades en forma d'arc gòtic i grans reixes de forja per a les finestres i els balcons ja des del segle xviii. Solen disposar d'un pati situat directament després de l'entrada principal. Aquests palaus fan un ús més destacat de pedra massissa, com les finques rústiques.
Altres cases de factura més recent han rebut una impremta modernista, gràcies als diners del negoci de la pansa de la segona meitat del segle xix.

## Estil primogeni

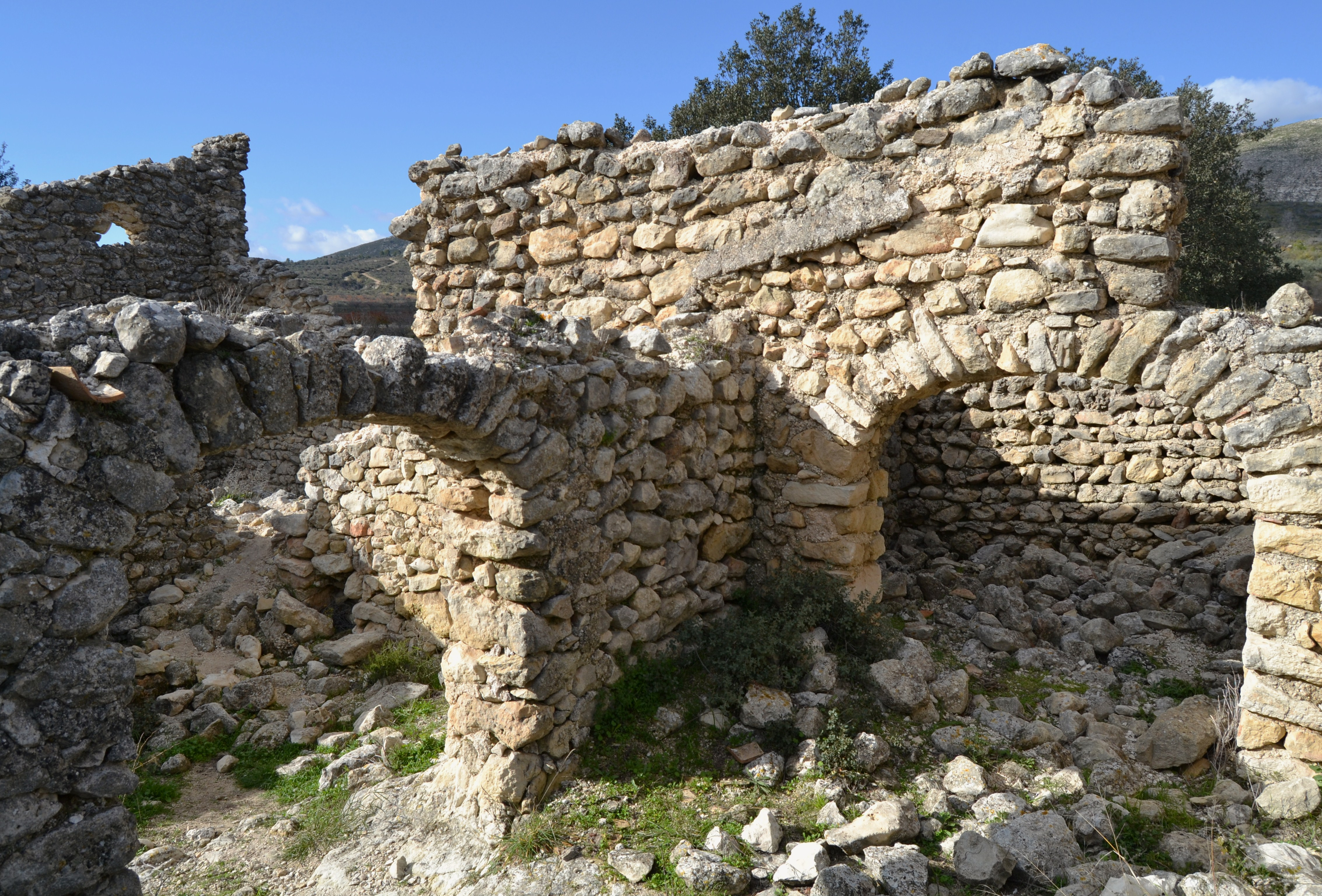
Despoblat morisc de l'Atzubieta, la Vall d'Alcalà

Els vestigis de les edificacions musulmanes són poques. No hi ha cap mesquita en peu. Hi ha una profusió de castells musulmans arruïnats, però en molt mal estat (vegeu castells). Poblacions amb carrers de traçat musulmà abunden, com ara als pobles de les Valls de la Marina Alta, on la presència i la resistència musulmanes duraren més.
De l'estil propi anterior al que s'observa hui, tenim el millor exemple en els despoblats moriscos de l'Atzúbieta i la Queirola entre d'altres, a la Vall d'Alcalà. La majoria van quedar despoblats arran de l'expulsió el 1609. L'organització dels poblats és la pròpia de les masades o alqueries: un creixement orgànic i anàrquic dels habitatges, sempre en forma quadrangular, afegint extensions laterals per produir estructures en forma de L, de U i finalment de O, és a dir, d'illa tancada amb pati pel mig. Això es deu a les estretes relacions socials o familiars entre els habitants. Aquest fet, que a l'època andalusina duu a la notable absència d'una divisió entre l'espai privat i el públic (carrers i places), amb el feudalisme que arrenca al segle xiii evoluciona cap al model de parcel·les independents i la creació de carrers i places productes de l'espai deixat entre cases, que tanmateix complien funcions socials molt variades. La divisió bàsica de la casa era, com ha sigut fins al segle xx, la de l'habitacle cobert i el pati, aquest igual o més gran que el primer. Amb tot, hi ha una confusió d'usos dels espais, que poden servir igualment per animals com per a humans, en especial el pati, que serviria per a traure el bestiar i també per a l'oci familiar. Tanmateix, habitualment els animals dormien a baix i els humans en la primera planta, que també seria un magatzem de gra. És probable que hi havia una llar de foc, que se situava a l'exterior de l'habitacle. Les característiques principals de construcció són les de les cases andalusines en general: l'ús de la pedra nua gens treballada i lligada amb argamassa, morter de calç, grava i arena, per a la façana; bigues de fusta per suportar la planta superior; rajola per al terra; i canyís, fusta i teules mores per a la teulada d'una aigua. No hi ha evidències que es lluïa la pedra amb calç, com després seria habitual. Les parets de tàpia, habituals a partir del segle xvii, no són típiques a les cases morisques. Les portes i les finestres són més aviat arcs de mig punt i petites obertures en les parets. La porta en si se situa en la façana principal, i és feta de taulons de fusta col·locats en horitzontal i lligats per ferros.

## Construccions rurals

### Casups

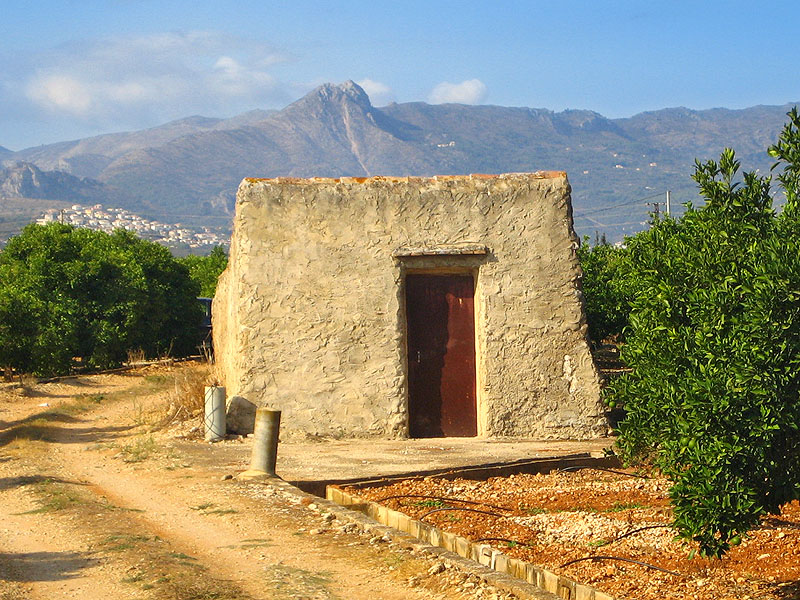
Casup prop de Beniarbeig

Els casups són la construcció més senzilla i arrelada a la Marina. Són edificacions fora del nucli urbà, normalment lligades a un bancal (terreny), que serveixen una funció pràctica, relacionada amb l'agricultura. En conseqüència, són fets a base de rajola, lluïda i típicament pintada de blanc (calç) tant dins com fora. No solen disposar de teulada i, per tant, tenen el sostre pla. No solen superar els 50 metres quadrats i una planta. Existeixen, a més, casups encara més rústics fets amb plaques d'acer o altres materials rescatats d'altres construccions.

### Barraques de pescador

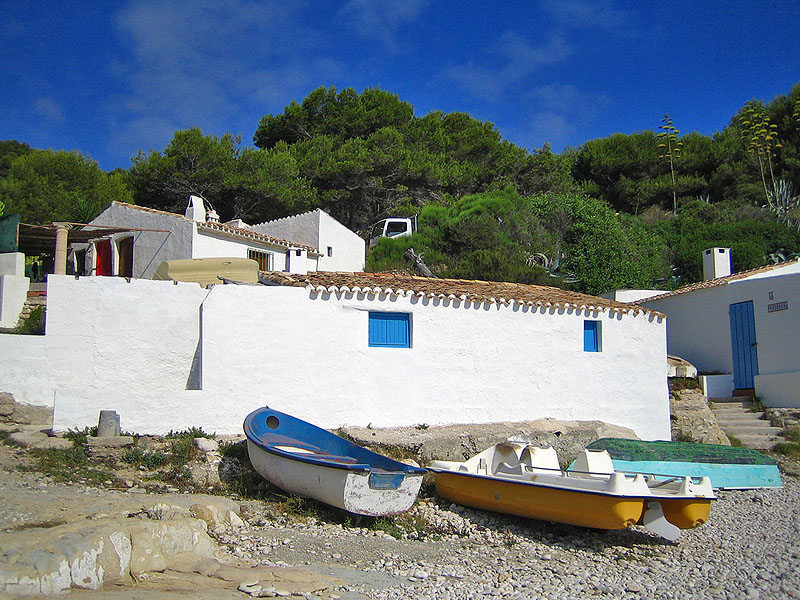
Barraques de pescador, cala de la Barraca, Xàbia

Les barraques de pescador són cases senzilles que sovint no són habitades tot l'any i que han passat a ser, en alguns casos, cases de platja. Altres són d'una senzillesa extrema, i com els casups, no són gaire més que magatzems per a la barca i el peix, o un lloc on arrecerar-se. Aquestes cases es troben al llarg de la costa, arraconades a les cales de Xàbia per exemple. Solen ser d'una planta, pintades en blanc i blau pàl·lid i blanc per dins. Les més grans poden tenir un pati al darrere.

### Masies, riuraus i naies

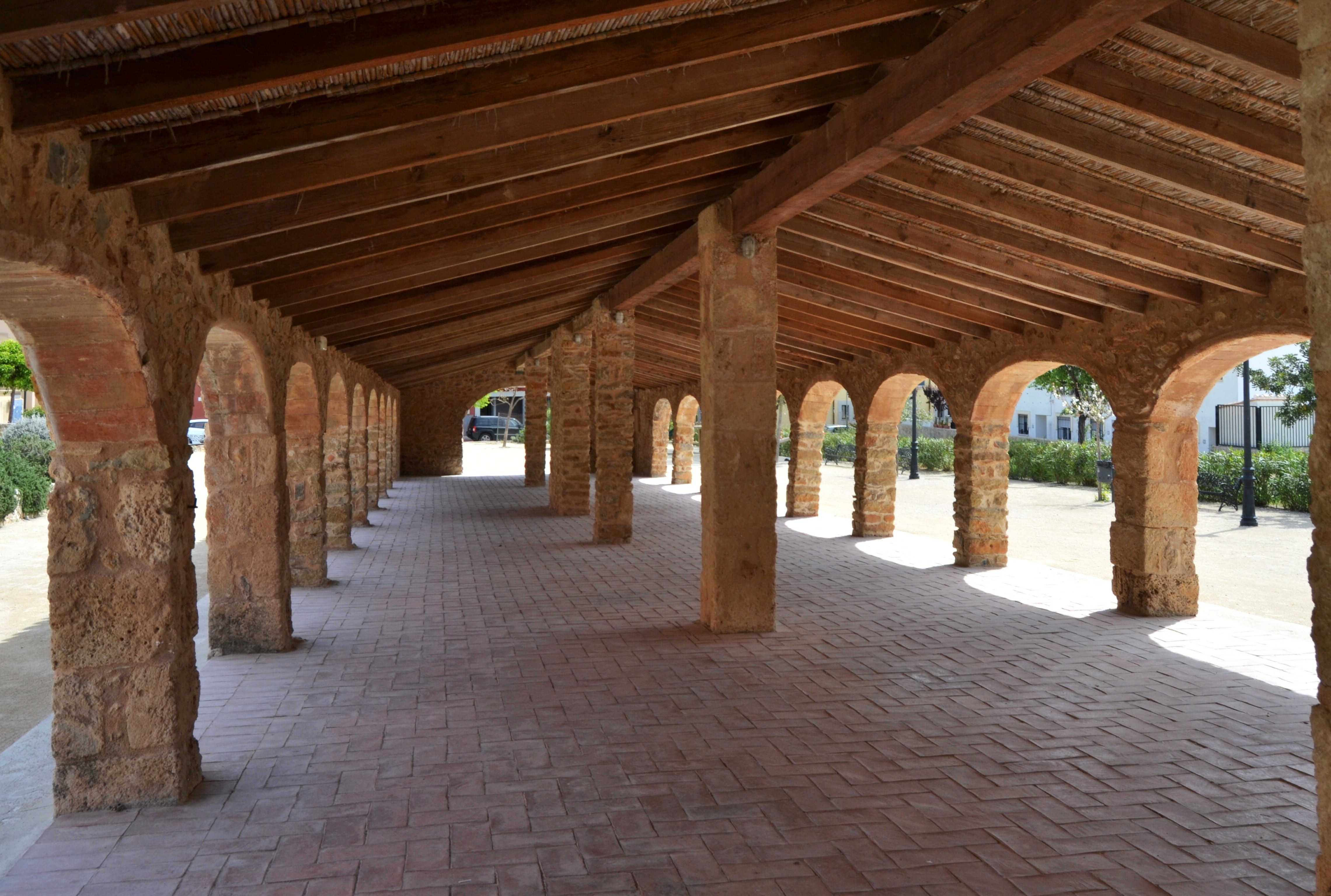
Riurau de Jesús Pobre

Les masies de la Marina es diferencien bastant de les alqueries de la Safor. Són cases situades fora de poble, que sovint disposen d'un terreny o jardí gran. Aquestes masies destaquen per un element arquitectònic únic, el riurau. Es tracta d'una terrassa coberta adjunta a l'edifici que se sosté amb columnes o arcs de pedra calcària i pot servir d'entrada a la masia. Aquests riuraus servien per assecar el raïm però durant el principi del segle xx caigueren en dessús i en molts casos, la ruïna. D'altres s'ha conservat o restaurat, més notablement el riurau de Jesús Pobre, un procés que es deu en part al sentiment que són un símbol de la comarca; l'entitat local Riuraus Vius els vol posar encara més en valor. Les masies solen seguir l'estil «clàssic» del lluït blanc per dins i fora i teulada beix, amb l'afegit d'unes peces de pedra massissa rematant els cantons. Igualment solen disposar de les reixes de ferro i les persianes de fusta, de color verd. A diferència de les cases de poble, els són necessàries una o més llars per a entrar en calor. Una masia normalment té unes quantes xemeneies, que adopten una forma piramidal amb una «v» invertida de teules al capdamunt, tot pintat en blanc.
La naia és un porxo típic de la casa de camp, que sovint es confon amb el riurau. Però són dos elements diferents: la naia sempre apareix situada davant de la façana de la casa i la seua funció és la de protegir-ne l'entrada, mentre que el riurau pot estar adossat lateralment o, també, separat de l'habitatge, però mai no és al seu davant. La naia és també el lloc de reunió de la família o els amics durant les nits d'estiu.

### Finques rústiques

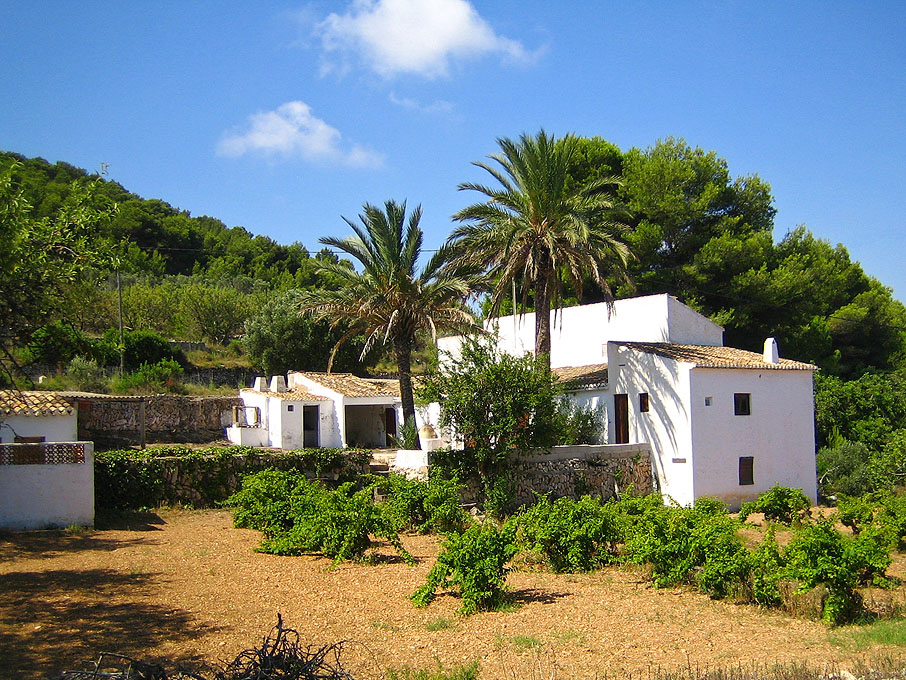
Masia al Portitxol, Xàbia

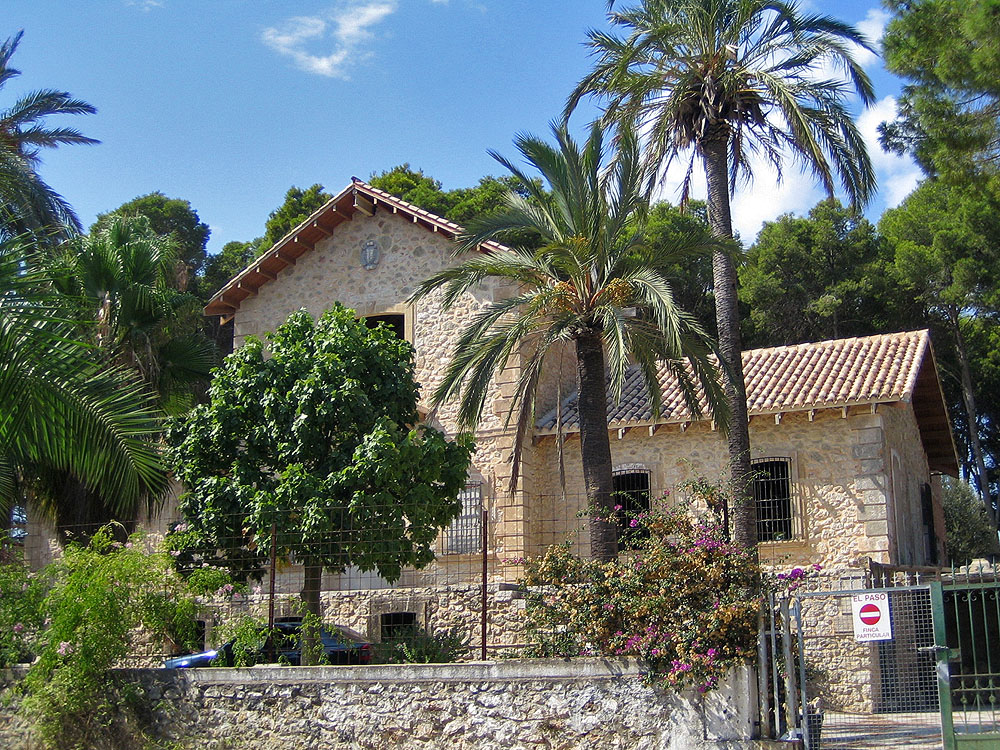
Finca de l'Arborç, Ondara

Les finques de camp són equivalents a les possessions mallorquines: palaus rurals que disposen d'amples terrenys, jardins mediterranis, riuraus, torres, grans escales i entrades principals i altres elements ornamentals. Aquestes finques, com ara la finca de Santonja d'Ondara, són molt fidels a l'estil típic de la comarca però desenvolupen uns trets propis. El principal és que la pedra no és lluïda sinó nua, deixant veure una pedra calcària on hi hauria blanc. Això sí, llueixen les teulades, els pedrots massissos als cantons, les persianes i les finestres enreixades negres típiques de les masies de la Marina.

### Estructures menors
La Marina és una comarca predominantment agrícola, amb una cintura de construcció nova al llarg de la costa. Malgrat els profunds canvis experimentats pel camp de la Marina, no és difícil d'observar distints elements arquitectònics als bancals, nom que a la comarca reben tots els terrenys de conreu tant si són en desnivell com no, tant de secà com de regadiu. Tanmateix són en la major part solucions emprades a tots els terrenys de regadiu (horta i secà), que tanmateix podem trobar en ple ús des de l'època romana i musulmana. Els aljubs, els pous, les basses, els canals i les séquies formen una xarxa de reg que cobreix gran part de la comarca, i molts encara se'n fan funcionar a mà. Cal destacar els aljubs, forns de calç, corrals i murs de pedra seca. Aquests últims, anomenats màrgens o marges, fan esgraonar la terra en faixes, per facilitar el conreu en les terres costerudes que ocupen la quasi totalitat de la Marina.

## Altres estructures

### Castells

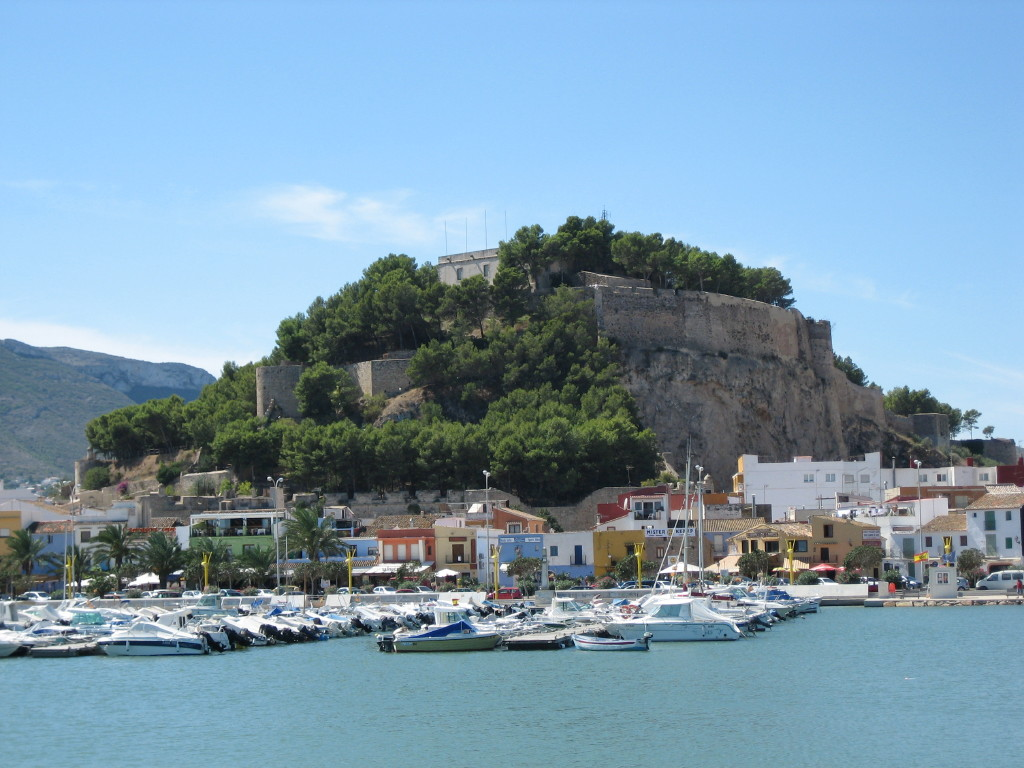
Castell de Dénia

Es troben els següents castells a la Marina, dels quals el millor conservat és el de Dénia, que alhora és un dels pocs de construcció post-musulmana; pel que fa a la resta, en molts casos només en queden algunes llenques de paret o muralla.
- Castell de les Atzahares a les valls de la Marina Alta actualment en ruïnes.
- Castell de l'Alcazaiba (o de Guadalest) a la Marina Baixa actualment en ruïnes.
- Castell d'Alfofra a la Marina Baixa actualment en ruïnes.
- Castell d'Ambra a la Marina Alta
- Castell de Bèrnia a la Marina Alta actualment en ruïnes.
- Castell de Dénia a la Marina Alta
- Castell de Forna a les valls de la Marina Alta
- Castell de la Granadella a la Marina Alta actualment en ruïnes
- Castell de Guadalest (o del Rei) a la Marina Baixa
- Castell del Mascarat a la Marina Alta
- Castell de Moraira a la Marina Alta
- El Castellet de l'Ocaive a Pedreguer a la Marina Alta actualment en ruïnes.
- Castell de Pop a les valls de la Marina Alta
- Castell de la Solana (o d'Aixa) a la Marina Alta actualment en ruïnes.

### Torres

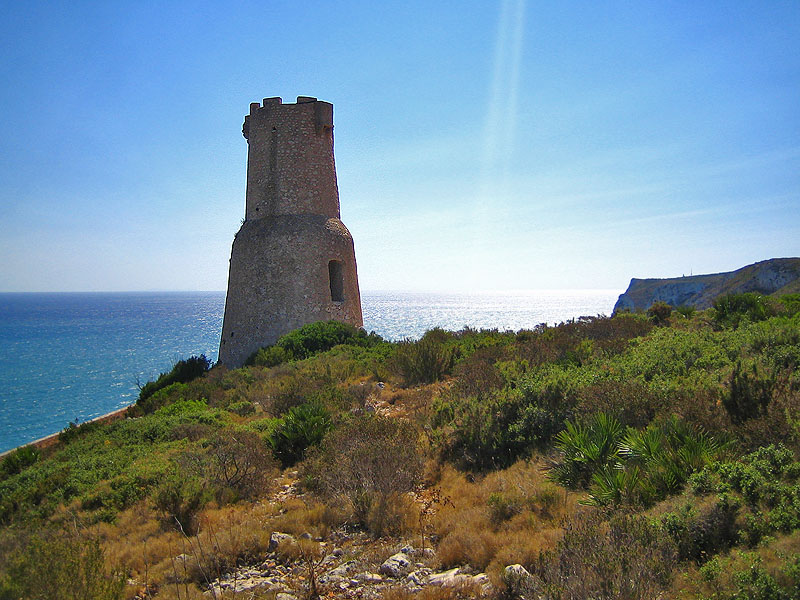
Torre de Gerro, Dénia

Són notòries les torres de guaita que poblen tota la costa, alhora que una segona filera terres endins feia de reforç. Representen el 44% dels BICs declarats a la Marina Alta. De nord a sud, perviuen les de l'Almadrava, Carrals i el Gerro (Dénia), Bolufer, el Portitxol i Ambolo (Xàbia), el Cap d'Or (Moraira), el Tros de les Calcides (Benissa), la Galera (Altea), Bombarda (l'Alfàs del Pi), les Caletes (Benidorm), la Torreta, Aguiló i, a la fita meridional, el Xarco (la Vila Joiosa). Aquestes, construïdes majorment per controlar la pirateria barbaresca al segle xvi, prenen una forma cilíndrica o cònica.
També hi ha algunes torres més antigues que, a diferència de les anteriors, eren per a la defensa local o d'ús residencial. Algunes daten del segle xiii i xv com és el cas de les de la Cremadella i els Medinaceli al Verger; o del xiv, com la torre d'Alcalalí. Altres, si bé daten del segle xv, es van reutilitzar com a torre de guaita, com les del Molí del Morelló i el Mascarat (Calp), de les quals la primera passà en el seu torn a ser molí al segle xix.

### Esglésies

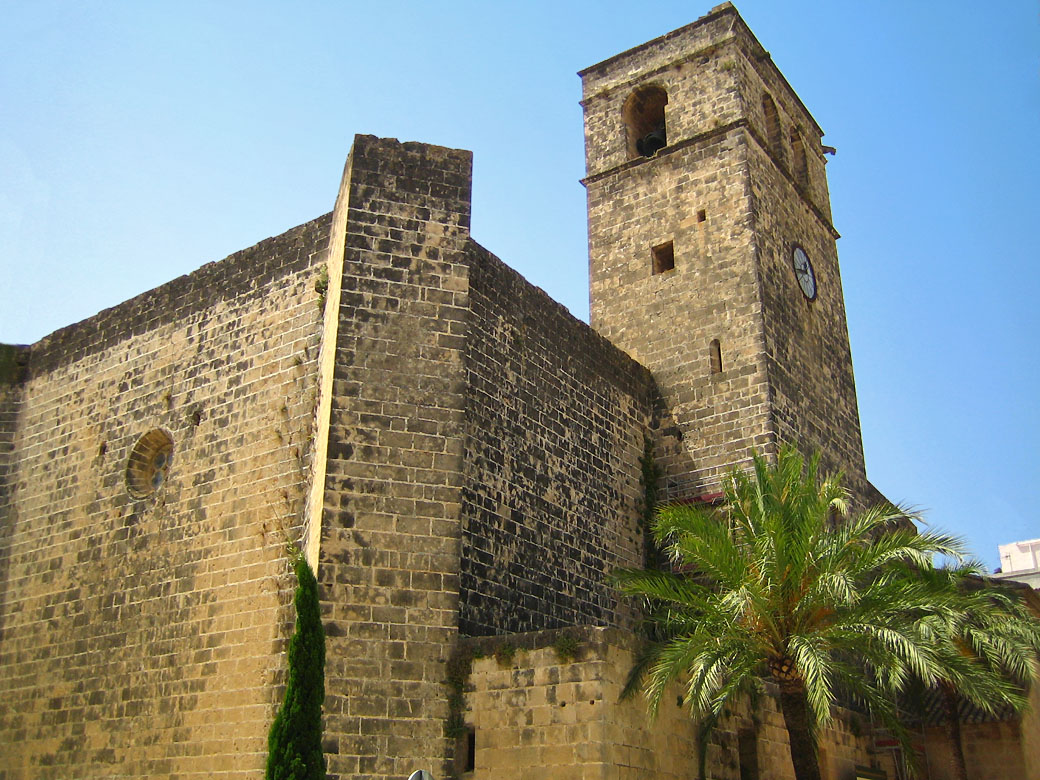
Església-fortalesa de Xàbia

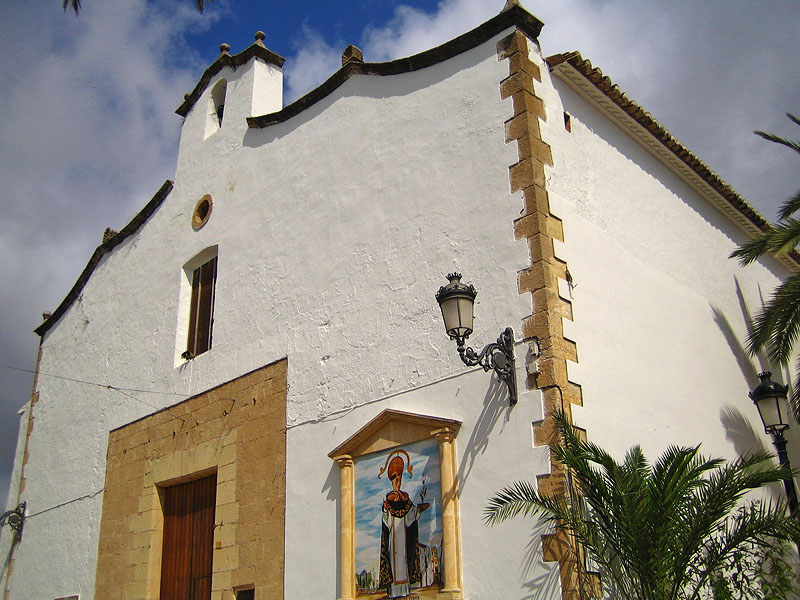
Ermita de St. Vicent, Teulada

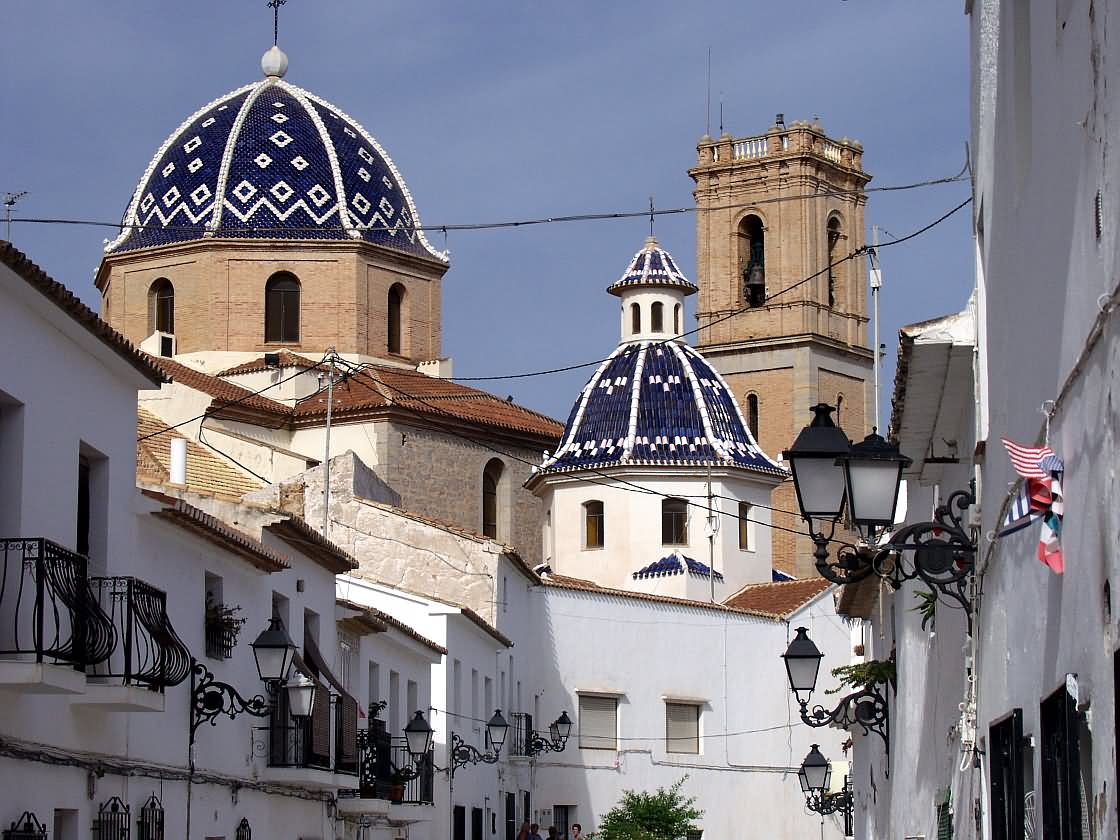
Església d'Altea, amb teules blaves típicament valencianes

Les esglésies, capelles, abadies i altres construccions religioses de la Marina daten com a molt de la Reconquesta. Algunes de les més antigues, com ara les esglésies de Xàbia i Teulada, són exemples del gòtic mediterrani o neogòtic, un estil que deixa la seua petjada en esvelts campanars quadrats o octagonals. Les esglésies de Xàbia, Teulada o Benissa són doblement remarcables per ser fortificades, incorporant-hi per tant elements militars. Altres esglésies, com la d'Altea, són d'estil barroc, incorporant una cúpula de teules blaves; és més habitual, però, que les teules siguen marrons. La major part de les esglésies dels pobles són barroques, tot incorporant l'estil cerimonial de la Marina: lluïdes amb calç, i amb pedres cantoneres de color beix. La catedral de Benissa és interessant per ser construïda al principi del segle xx; tanmateix obeïx el mateix estil. Convents, com el d'Ondara o de Benissa, i ermites, com la de Sant Vicent a Teulada, també incorporen aquest estil de calç i pedra calcària.

### Molins

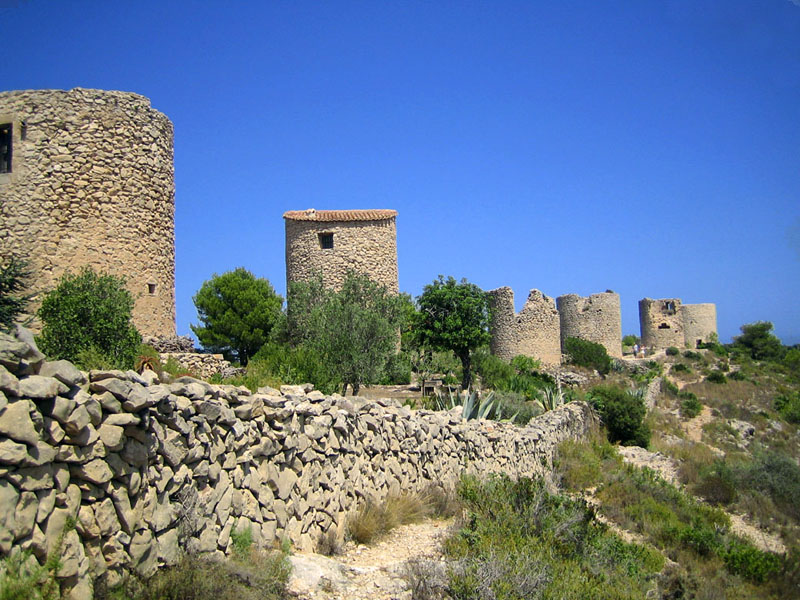
Molins de vent a Xàbia

Com a comarca que tanca la mar Catalana pel sud, el vent de llebeig és habitual, com és el seu aprofitament. Gran part del conreu comarcal era de blat, i el dret a moldre'l requeia en el senyor feudal. Talment era així que la Marina Alta es considerava el graner del sud valencià al segle xvii. Els 29 molins de vent de la comarca es construïren entre els segles xiv i xix. Malgrat que la majoria dels molins estan en dessús i han perdut les aspes, el seu valor patrimonial ha sigut reconegut pels ajuntaments que els restauren i posen en valor turístic. Tal és el cas dels molins de Xàbia (probablement els més antics del País Valencià), Jesús Pobre, Gata de Gorgos, Pedreguer, Llíber, Benissa i Calp. Són de 7 a 8 metres d'alçada distribuïts en tres plantes; de forma troncocònica, feta de pedra calcària i morter de calç i sense lluir. Servien tant per a moldre blat (a la planta superior) com per a emmagatzemar estris (a la planta del mig) i gra (a la planta baixa).
Hui objecte de creixent interés i protecció són els molins hidràulics, que daten del segle xvi al xix i tenien el mateix propòsit de moldre gra. Prengueren el relleu dels molins de vent entre el segle xviii i xix i aprofitaven el cabal dels tres rius de la comarca: Gallinera, Girona, i especialment el Xaló. Un dels més valuosos és el molí del Quisi (Benissa), que data del segle xv i s'usava fins a 1930; els dos molins d'Alcalalí són els més antics, del segle xiii.

### Espais de reunió i comerç

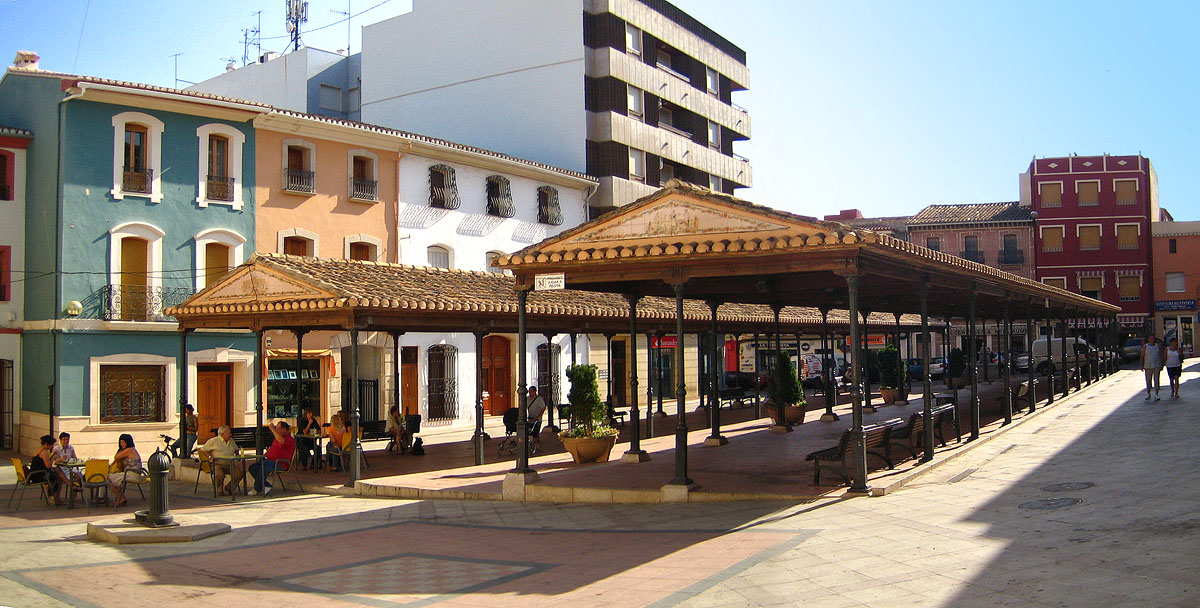
Els Pòrxens, Pedreguer

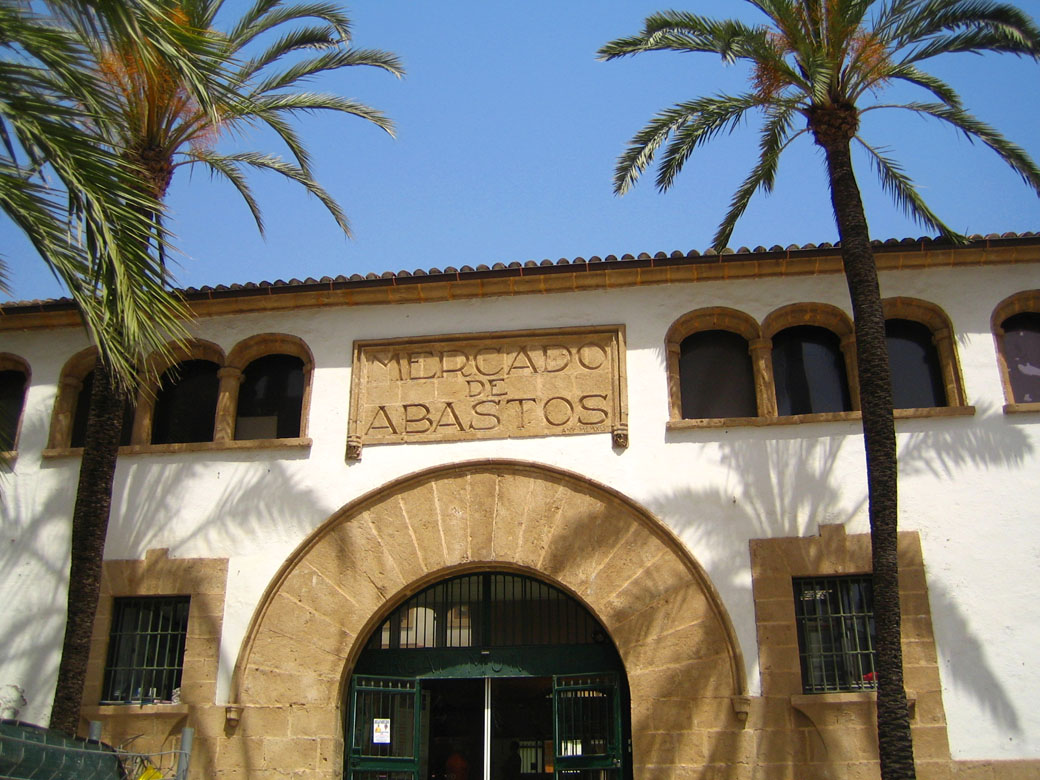
Façana neogòtica del mercat de Xàbia

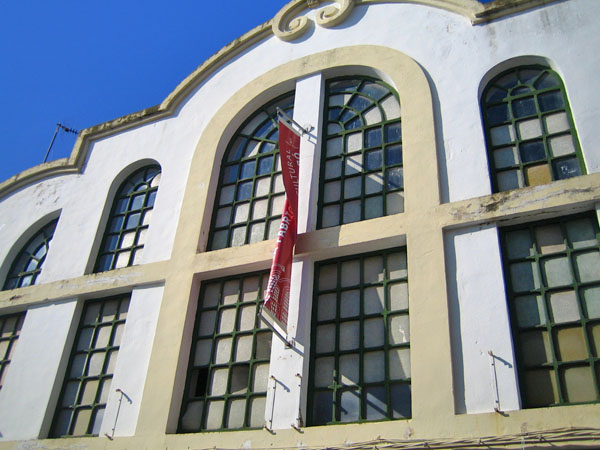
Fàbrica de Sabó, el Verger

Altre element del patrimoni d'aquesta comarca que destaca per la seua arquitectura són els mercats coberts. Exemples són el mercat de Xàbia, en estil neogòtic mediterrani; el mercat del Prado d'Ondara, restaurat el 2010; i els Pòrxens de Pedreguer, dos porxes paral·lels que combinen la teulada típica de color beix amb unes columnes esveltes de ferro pintades de negre i taulells amb diversos motius rústics.
Entre els espais lúdics històrics es compta la plaça de bous d'Ondara que encara que construïda el 1901, fou destruïda el 1938 i refeta el 1957.
Un espai cultural notable per l'estil modernista és la fàbrica de Sabó del Verger.

## Paral·lelismes amb l'arquitectura d'altres regions

### Semblances amb les Illes Balears
L'arquitectura de la Marina comparteix importants trets amb la de Mallorca i en menor grau, amb Eivissa. El lluït de calç, les persianes verdes i la pedra calcària nua als cantons són elements molt típics de Mallorca. Igualment existeixen paral·lelismes entre les cases de pescadors i les d'Eivissa, sobretot l'ús dels colors blau clar i blanc. Els patis i altres elements senyorívols de les cases més grans són típics del gòtic mediterrani tant de Palma com de València.
Mentrestant, les estructures d'ús agrícola (molins, els màrgens de pedra, pous i aljubs) o les torres defensives tenen semblances remarcables a les Illes Balears. Totes aquestes semblances amb les Illes són fàcils d'explicar, ja que al llarg dels segles el sud del País Valencià i les Illes han compartit una història comuna: ambdós hereten una arquitectura rústica d'origen musulmà, perpetuada pels moriscs, que donarà lloc a una arquitectura agrícola semblant, especialment respecte del cultiu secà. Units en un sol estat a partir de 1714, el comerç marítim entre la Marina i les illes d'Eivissa i de Mallorca ha sigut constant. Finalment, la pirateria barbaresca provinent del Magrib afectà gran part de la costa mediterrània, i feu especialment necessària la construcció de torres de guaita i altres defenses al llarg de la Costa Blanca i les costes insulars.
Al marge de la proximitat geogràfica, política, econòmica i cultural que han tingut la Marina i les Illes Balears, cal destacar que la Marina, i en especial la Marina Alta, fou repoblada al segle xvii per mallorquins, que ocuparen principalment els pobles de l'interior, com ara Tàrbena. Es pot especular que aquest repoblament deixara la seua empremta, com en tants altres aspectes de la cultura de la Marina, en l'arquitectura de la zona.

### Semblances amb la resta del País Valencià i Catalunya
Emperò, aquests trets també es retroben amb certa freqüència en altres poblacions costaneres, com les de l'Empordà (Calella de Palafrugell), del Garraf (Sitges) i del Camp de Tarragona (Altafulla). Una forma més sòbria de la façana de blanc lluït amb adorns de pedra, més de muntanya i menys marinera —prescindint doncs de la pedra tosca o marc de color i les persianes— es troba a molts pobles de l'interior i per tot el nord del País Valencià i part del sud de Catalunya (Bocairent, Xulella, Vilafamés, Peníscola, la Galera).
D'altra banda, l'ús de colors primaris, tan propi del Marquesat de Dénia (Marina Alta), es retroba, tot i que sovint d'una forma menys omnipresent, a gran part del centre del País Valencià (Alzira, Cocentaina, Xàtiva, etc.) i de forma excepcional més al nord (Sant Mateu). És cert, però, que fora de la Marina sovinteja l'ús de tons més suaus i harmoniosos entre si, freqüentment basats en el groc: la xocant barreja de rojos, blaus i verds llampants típica dels Poblets, Dénia o la Vila Joiosa no es troba gairebé enlloc fora de la comarca, amb l'excepció del barri de Santa Faç a Alacant i, tot canviant d'estil però mantenint el policromisme, al barri mariner del Cabanyal a València, i en menor grau en altres pobles de l'Horta.
Contràriament, l'ús d'un sòcol d'un altre color i de reixes sobre les finestres és habitual a pràcticament tot el País Valencià i més enllà.

### Semblances més enllà
Fora dels Països Catalans, però encara dins del marc del Mediterrani, els paral·lels més clars per aquests dos estils serien els pobles blancs andalusos (Úbeda, Cazorla i Grazalema) i els del Marroc (per exemple Xauen) i les cases de colors de la costa de Cinque Terre a Itàlia i les illes gregues com ara Santorini. Tant els uns com els altres, però, ja demostren clares diferències en estructura, materials, combinacions de colors i forma. Fora del Mediterrani, cal mirar els pobles hereus d'aquestes mateixes cultures mediterrànies, com ara l'arquitectura popular de l'Amèrica Llatina i en especial Cuba i Costa Rica.

## Arquitectura moderna

### Casetes i xalets

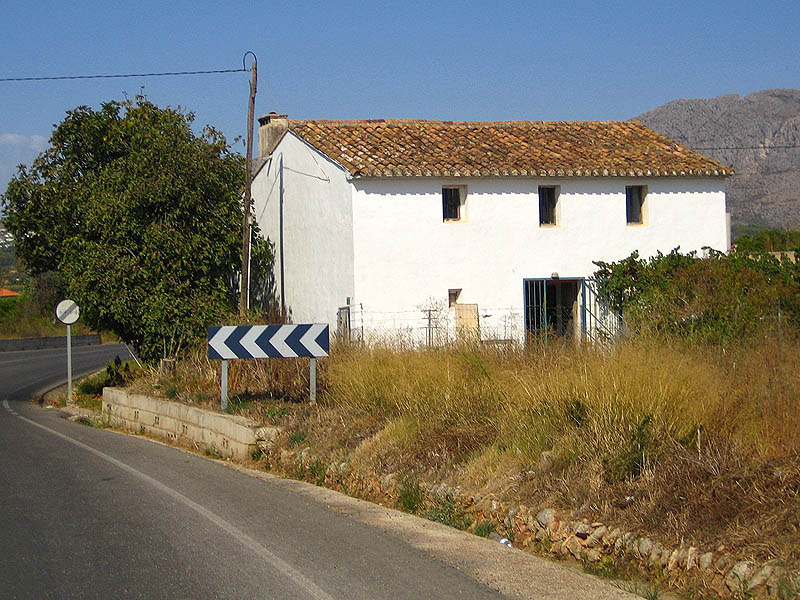
Caseta tradicional

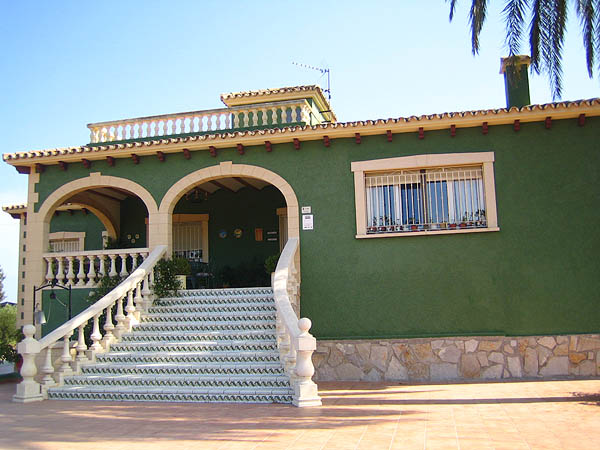
Xalet nou que desenvolupa l'estil de la Marina, amb naia

A la Marina, es fa una distinció entre els termes caseta i xalet (vil·la). Encara que els dos fan referència a una segona residència al camp, la caseta és sovint una casa d'estiueig que d'origen fou un casup o masia i que ha deixat en part o totalment de tenir la funció agrícola. En aquest sentit és considerada quelcom més humil i més estacional que un xalet. A més a més, la caseta és habitualment situada molt a prop del poble del propietari, i així els llauradors o pescadors que han abandonat la masia o barraca per a anar a viure al poble, hi tornen cada estiu o fins i tot, cada dia però sense quedar-s'hi a dormir. Els xalets mentrestant són de nova construcció, ideats com a segona casa per a gent de fora de la comarca, i que durant bona part de la segona meitat del segle xx s'escampaven sense cap planificació o ordenació. Açò comporta que les casetes sovint són edificacions d'estil tradicional mentre els xalets adopten l'estil de la Marina en major a menor manera, sovint amb un cert eclecticisme, o l'abandonen del tot.
Una altra distinció entre la caseta i el xalet és que les casetes es troben habitualment al llarg de les partides o camins rurals, mentre el xalet es troba dins d'una urbanització. Al final del segle xx i principi del xxi, hi hagué quinze anys protagonitzats per un important increment en la construcció, sobretot fora dels pobles, en la forma de noves urbanitzacions de xalets, com ara als termes de Xàbia, Calp i Altea. Aquesta manera de créixer no ha deixat cap poble il·lés, ja que representa un ingrés important per als pobles i una font de treball per a la comarca. En alguns casos les zones no urbanes dels termes municipals s'han vist reduïdes a gairebé no res, com en el cas dels Poblets.

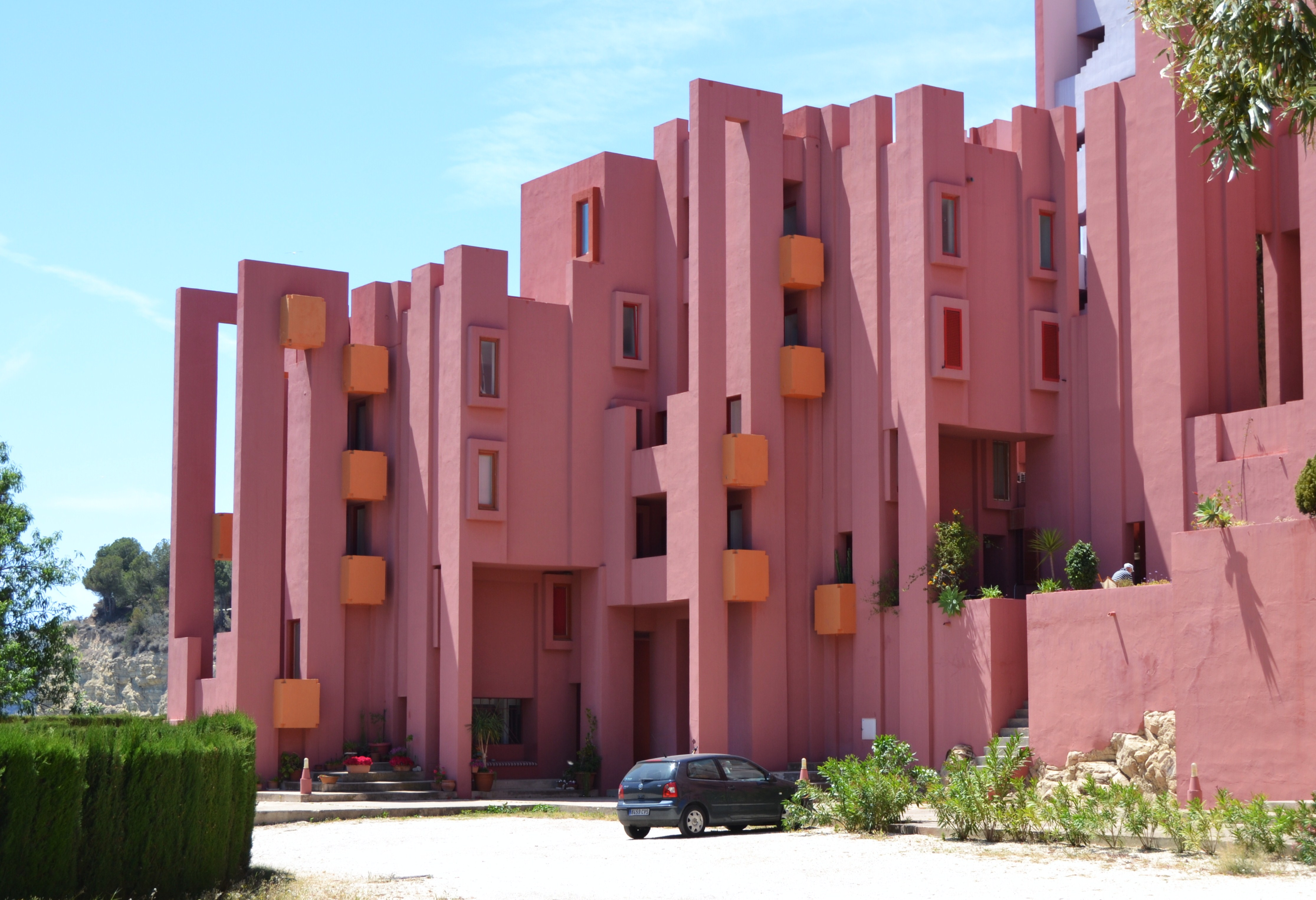
Edifici la Muralla Roja, Calp

### Finques urbanes

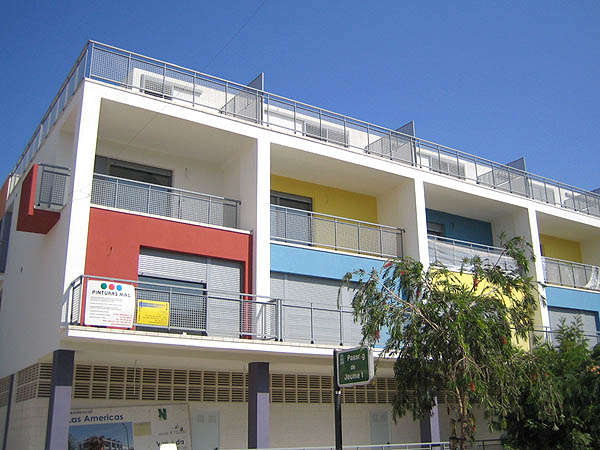
Finca nova amb ús de colors típics de la Marina. Beniarbeig

Com la resta del país, la segona meitat del segle xx ha comportat un canvi important, deixant la casa individual a favor del bloc de pisos o finca. Tanmateix, aquest canvi no ha sigut tan profund a la Marina com a zones de major pressió demogràfica. Si Dénia, Benidorm, Calp, Altea i la Vila Joiosa tenen barris sencers de finques de cinc plantes i en tenen un grapat en obres, les viles com Teulada o Pedreguer han vist la construcció de barris nous de finques però no sembla que hui en dia la construcció aposte fort per aquestes. Altres pobles més menuts, com Pamis (pedania d'Ondara) acaben de començar la construcció de finques. El Castell de Guadalest i altres poblets interiors sembla que no tenen prevista cap finca, atés que la seua població creix només gràcies al turisme residencial, que prefereix el xalet.
La finca, com a bloc d'habitatges, xoca amb l'estil tradicional de la Marina tant per dins com per fora. Si bé a llocs com Altea i Dénia s'han fet esforços d'encaixar-les, pintant-les de blanc o de colors, afegint reixes de ferros i teulada, la majoria trenca amb totes les pautes. Gran part d'aquestes finques aposten per finestres grans i sense reixes, terrassa comunal en comptes de teulada, rajola per pedra, colors estrambòtics i baixos llogats als comerços. Per dins hi ha la novetat de més plantes, més llum que una casa de poble, i els ascensors.
Un cas a part és la urbanització de Cala Maçanera, promoguda per l'arquitecte Ricardo Bofill entre 1962 i 1985, que ha deixat diverses finques d'estil eclèctic alhora que racionalista (la Muralla Roja, Xanadú i l'Amfiteatre) que si bé no són fidels a l'estil vernacle, tenen una clara individualitat al costat del gruix de finques convencionals que s'arrenglera a la platja de Calp.
Tanmateix algunes finques, com les del carrer de Mercè Rodoreda del Verger, destaquen per l'alt grau de fidelitat a la façana tradicional, i sembla que a grans trets els nous compradors comencen a exigir de les finques noves més consideracions estètiques, com ara finques més baixes, zones enjardinades i teulada, que són relacionades amb qualitat de vida.

### Gratacels

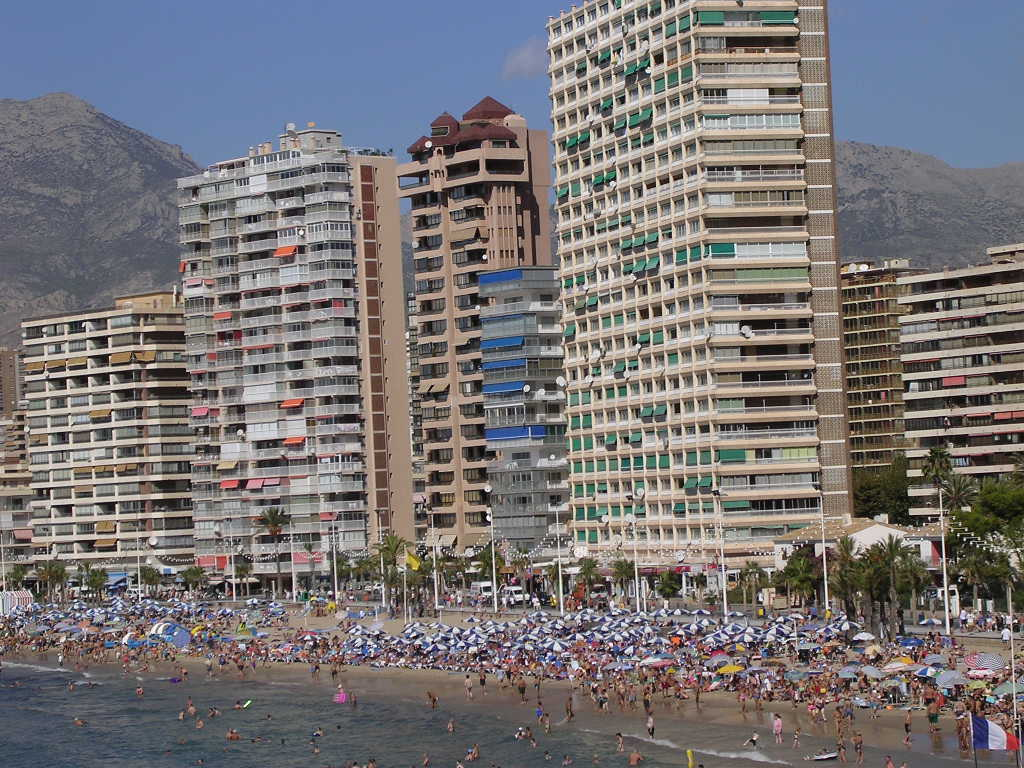
Gratacels junt amb la platja, a Benidorm

A hores d'ara aquesta mena d'edifici existeix només a Benidorm i Calp. Benidorm és la ciutat més poblada de les dues Marines i Calp és una important destinació turística. Els gratacels són una manera de construir habitatges que, a la Marina, no tenia cap precedent. La construcció vertical és una solució a problemes de superpoblació que la Marina, fins als noranta, no tenia en absolut. La introducció dels gratacels venia doncs lligada a la recerca de turisme de masses, dins d'un projecte urbanístic que transformaria el tranquil poble pesquer en una metròpoli. Mentre que a la major part dels municipis les finques no sobrepassen les cinc o sis plantes, a Benidorm n'hi ha de 25. A diferència de les finques dels pobles costaners, aquests gratacels eren previstos com a blocs d'apartaments per a turistes i no pas de residència habitual al llarg de l'any. Han atret diverses reaccions tant positives com negatives, però el cert és que, a Europa, el gratacel no és en general considerat la forma de construcció més desitjable.